# Römisch-katholische Kirche in Italien

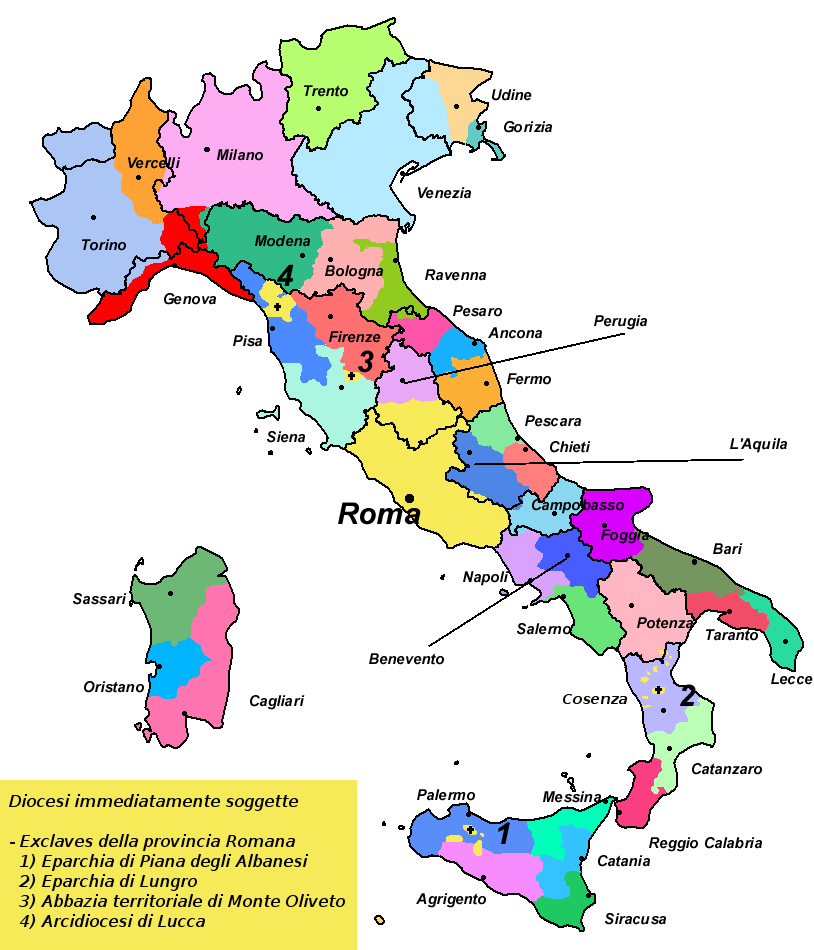
Katholische Kirchenprovinzen in Italien

Die römisch-katholische Kirche in Italien ist mit etwa 80,8 % der Bevölkerung die größte Glaubensgemeinschaft Italiens. Zu ihr zählt auch das Staatsgebiet San Marinos (Siehe Bistum San Marino-Montefeltro). Aufgrund seiner großen Anzahl an Diözesen und diesen gleichgestellten territorialen Einheiten ist Italien das einzige Land, in dem die römisch-katholische Kirche in Kirchenregionen gegliedert ist.

## Geschichte

### Antike
Die Geschichte der Römisch-katholischen Kirche in Italien geht auf die ersten christlichen Gemeinden zurück, von denen die Gemeinde in Rom durch den Brief des Paulus an die Römer bereits kurz nach der Mitte des 1. Jahrhunderts als überregional bekannt bezeugt ist. Die Apostel Petrus und Paulus kamen nach Rom und erlitten hier vermutlich während der Neronischen Christenverfolgung das Martyrium. Petrus gilt als erster Bischof von Rom, wobei er entgegen der Überlieferung kaum der Gründer der Gemeinde gewesen sein kann. Die auf Petrus zurückgeführte Vorrangstellung der Bischöfe von Rom und die Verehrung der Apostelgräber in Rom hatten für die weitere Entwicklung der Kirche in Italien, neben der Rolle Roms als Hauptstadt, entscheidende Bedeutung. Die Wallfahrt zu den Gräbern Petri und Pauli sowie der Märtyrergräber in Rom wie auch die Forderung nach der Einheit aller Bischöfe mit dem Papst führten viele für die Entwicklung der Gesamtkirche bedeutende Geistliche und Laienchristen hierhin. Bedeutende Kirchenväter wie Ignatius von Antiochien oder der Apostelschüler Polykarp von Smyrna wirkten hier und starben als Märtyrer. Im von Clemens von Rom, einem der ersten Bischöfe von Rom im 1. Jahrhundert, verfassten Brief an die Korinther finden sich Hinweise auf den frühen Primatsanspruch der Kirche von Rom gegenüber anderen Bischofssitzen.
Von Rom aus breitete sich das Christentum vor der Konstantinischen Wende vor allem in Mittel- und Süditalien aus. In diesem Gebiet entstand eine größere Zahl von Bistümern, während im Norden Italiens zunächst nur wenige Bistümer mit größerer Ausdehnung entstanden. Eine stärkere Ausdehnung und die Gründung weiterer Diözesen erfolgte mit der systematischen Missionierung und dem Aufbau einer kirchlichen Organisation, nachdem Konstantin der Große das Christentum nach der Zeit der Verfolgung zuließ und privilegierte. Konstantins Sohn Constantius II. förderte gegen die katholische Kirche den Arianismus, gegen den unter anderem Ambrosius von Mailand erfolgreich auftrat. Mailand war bis zum Ende des 4. Jahrhunderts neben Rom der einzige Metropolitansitz in Italien, im 5. Jahrhundert wurden auch die Bistümer Aquileia und Ravenna zu Erzbistümern erhoben.
Während der Völkerwanderungszeit wurde Italien gegen Ende des 5. Jahrhunderts von den arianischen Ostgoten unter Theoderich dem Großen beherrscht. Neben dem gotischen Arianismus konnte sich das katholische Christentum jedoch behaupten. Nach dem Untergang des Ostgotenreichs ordnete Kaiser Justinian I. mit der Pragmatischen Sanktion von 554 neben den zivilen auch die kirchlichen Verhältnisse neu.

### Frühes Mittelalter
Mit dem Eindringen der Langobarden, die bis Ende des 7. Jahrhunderts ebenfalls dem Arianismus anhingen, begann in deren Einflussbereich in der zweiten Hälfte des 6. Jahrhunderts durch Verfolgung ein Niedergang der katholischen Kirche. Eine Reihe von Bistümern blieb über längere Zeit unbesetzt oder ging ganz unter. Die von den Langobarden unbesetzten Gebiete wie Istrien, Ravenna, Rom mit Päpsten wie Gregor dem Großen, die Pentapolis oder Neapel blieben politisch und kirchlich mit Ostrom verbunden. Als Rom Mitte des 8. Jahrhunderts die Eroberung durch die Langobarden drohte, suchte Papst Stephan II. 754 den Schutz der Franken unter Pippin dem Jüngeren. In der Folge entstand der Kirchenstaat. Im Bereich des norditalienischen, mittelfränkisch geprägten Königreichs Italien blühten in der Folge Klöster und Stifte auf, gerieten aber andererseits in politische Verwicklungen. Der kulturelle Niedergang wurde durch Ungarneinfälle verstärkt. Teile Süditaliens, Sizilien und Sardinien kamen unter den Einfluss der Sarazenen. Dies änderte sich kaum, nachdem Otto I. die Herrschaft über Nord- und Mittelitalien übernommen hatte. Im Machtbereich der Ottonen stiegen die Bischöfe durch das Reichskirchenwesen zu erheblicher Macht auf. Gleichzeitig führte dies zu einer starken Verweltlichung und Unterordnung der Kirche unter die kaiserlichen Interessen. Bischöfe und Papsttum gerieten hierdurch nicht selten in Widerspruch.

### Kirchenstaat
Im Gegenzug zur Bestätigung der Wahl Pippins des Jüngeren zum König des Fränkischen Reichs durch Papst Zacharias im Jahr 751 bat Stephan II. den Karolinger als katholischen König um Schutz vor der langobardischen Expansion. In der sogenannten Pippinschen Schenkung garantierte dieser dem Papst das Dukat Rom, das Exarchat Ravenna, die Pentapolis, Tuszien, Venetien, Istrien und die Herzogtümer Spoleto und Benevent als kirchliche Territorien. Mit der Krönung Karls des Großen durch Papst Leo III. wurde die Verbindung zwischen Kirche und Frankenreich befestigt, die Grundlage für das Heilige Römische Reich gelegt und die Schutzbeziehung zwischen dem Reich und dem Kirchenstaat begründet. Kaiser Otto I. bestätigte den Kirchenstaat im Privilegium Ottonianum und Kaiser Friedrich II. (HRR) bestätigte den Kirchenstaat im Jahr 1213 mit der Goldbulle von Eger.
Im 15. Jahrhundert erreichte der Kirchenstaat seine größte Ausdehnung. Ab dem 16. Jahrhundert verlor er an Bedeutung und Territorium, insbesondere in der napoleonischen Zeit und durch die italienischen Einheitsbestrebungen im 19. Jahrhundert, bis er schließlich 1870 mit dem Einmarsch italienischer Truppen in Rom und der Proklamation der Tiberstadt zur Hauptstadt Italiens unterging. Erst 1929 wurde in den Lateranverträgen die Rechtsnachfolge des Kirchenstaats zwischen Papst und italienischem Staat geregelt.

### Hoch- und Spätmittelalter
Mit den Normannen erhielten die Päpste im Süden Italiens ab Mitte des 11. Jahrhunderts Bundesgenossen gegen das deutsche Kaisertum. Gleichzeitig gelang es dadurch, den sarazenischen und byzantinischen Einfluss zurückzudrängen und die kirchliche Verbindung der süditalienischen Bistümer mit Rom zu erneuern. Mit den Gregorianischen Reformen wurde eine geistliche Erneuerung eingeleitet. Die aufstrebenden Städte standen in Auseinandersetzungen mit der kaiserlichen Macht häufig ebenso auf der Seite des Papsttums wie das Mönchtum. Die Republiken Genua und Pisa erhielten Metropolitansitze. Mit der Universität Bologna entstand Ende des 11. Jahrhunderts die erste europäische Universität, Symbol des aufblühenden Bildungswesens.
Neben den Auseinandersetzungen zwischen kaiserlicher und päpstlicher Macht, zwischen Ghibellinen und Guelfen, prägten das Hochmittelalter in Italien das Entstehen spiritualistischer Bewegungen wie der Katharer und Waldenser. Gegenbewegungen waren die in Italien aufkommenden Bettelorden, vor allem die Franziskaner, aber auch die Augustinereremiten und Serviten. Die verfasste Kirche litt gegen Ende des Hochmittelalters unter der inneren Zerrissenheit des Landes wie unter der Abwesenheit der Päpste während des avignonesischen Exils.
Mit der Rückkehr Papst Gregor XI. nach Rom im Jahr 1377 endete das avignoneser Exil. Eine umfassende Kirchenreform kam allerdings, nicht zuletzt wegen der Zersplitterung Italiens in viele Kleinstaaten, nicht zustande. Die Befriedung der weltlichen Herrschaften kam mit der Pentarchie nach dem Frieden von Lodi voran. Auf geistlichem Gebiet wirkten die Aktivitäten der Franziskaner und Dominikaner reformierend.

### Neuzeit
Mit dem Aufkommen des Renaissance-Humanismus, den die Päpste förderten, war ein allgemeiner Aufschwung in Literatur, Kunst und Wissenschaft verbunden. Gleichzeitig trat in den Führungskreisen der Kirche, nicht zuletzt bei den Päpsten selbst, ein starker Zug zur Verweltlichung ein. Protestantische Ansätze wurden im 16. Jahrhundert zunächst durch die neuformierte Römische Inquisition eingedämmt und schließlich durch die Reformen des Konzils von Trient marginalisiert. In den italienischen Diözesen wurden die Reformen des Konzils intensiv aufgegriffen. Eine große Zahl von Ordensgründungen ging in dieser Zeit aus Italien hervor, etwa die Kapuziner, Barnabiten, Oratorianer oder Ursulinen. Die Jesuiten beteiligten sich mit Volksmissionen an der geistlichen Erneuerung. Der Aufschwung der Kirche hielt bis in die Barockzeit an, während die wirtschaftliche und politische Entwicklung Italiens negativ verlief.
Analog zum österreichischen Josephinismus, der insbesondere im Norden Einfluss gewann, wirkte im 18. Jahrhundert in vielen italienischen Kleinstaaten ein liberales Staatskirchentum, das die Unterordnung des Religiösen unter die Interessen der staatlichen Verwaltung förderte. Im 19. Jahrhundert führten die nationalen Einigungsbestrebungen des Risorgimento zu schweren Konflikten zwischen Kirche und Staaten, sowie innerhalb der Kirche zwischen dem Papsttum und der Bewegung der Neoguelfen, die eine Einigung Italiens unter politisch-geistlicher Führung des Papstes und der militärischen Macht des Piemont wünschten. Da sich Pius IX. jeglichen demokratischen Bestrebungen und Wünschen nach der nationalen Einheit Italiens widersetzte, setzte sich schließlich die piemontesische Linie mit Unterstützung Giuseppe Garibaldis durch.

### Seit der Einigung Italiens
Nach dem Untergang des Kirchenstaats im Jahr 1870 wurden vom italienischen Staat, der vom antiklerikalen Liberalismus der Piemonteser geprägt war, eine Anzahl gegen die Kirche gerichteter Gesetze erlassen, die der Kirche große Teile ihres Besitzes nahmen, die Militärpflicht für die Geistlichen einführten und den Religionsunterricht aus den Schulen verbannten. Das 19. Jahrhundert ist in Italien aber auch eine Zeit zahlreicher geistlicher und sozialer Initiativen, die sich in Ordensgründungen wie denen der Pallottiner oder der Salesianer Don Boscos widerspiegelte. Das Verhältnis zum Staat blieb bis 1929 ausgesprochen schlecht. 1874 hatte Papst Pius IX. den Katholiken aus Protest gegen die Okkupation des Kirchenstaats die Wahlteilnahme im italienischen Nationalstaat verboten. Nachdem diese Regelung 1909 gelockert worden war, kam es nach dem Ersten Weltkrieg zur Gründung des Partito Popolare Italiano als katholischer Partei unter dem Pontifikat Benedikts XV. Im Gründungsjahr 1919 erlangte die Partei bereits 100 Parlamentssitze, zerfiel aber in der Auseinandersetzung mit dem Italienischen Faschismus und wurde 1926 verboten. Trotz weiterer Einschränkungen des kirchlichen Lebens durch die Aufhebung katholischer Verbände und Einrichtungen konnte 1929 mit den Lateranverträgen die Nachfolge des Kirchenstaats und die Entschädigung der Kirche geregelt werden. Seither gelten die Konkordatsvereinbarungen der Lateranverträge für das Verhältnis des italienischen Staats zur Katholischen Kirche. 
In der italienischen Nachkriegspolitik nach 1945 hatte die der katholischen Kirche nahestehenden Partei Democrazia Cristiana eine überragende Bedeutung: Sie war bis zu ihrer Auflösung im Zuge des Korruptionsskandals Mani pulite im Jahr 1994 die stimmenstärkste Partei und stellte mit zwei Ausnahmen alle Regierungschefs. Auf diese Weise prägte die katholische Sozial- und Morallehre die italienische Politik stark mit, dies gilt in schwächerem Maße bis heute. Seit einer Änderung des Konkordats im Jahr 1984 ist die Katholische Kirche nicht mehr Staatskirche in Italien, finanzielle Zuwendungen erhalten seither auch andere Organisationen wie die Kirche der protestantischen Waldenser; Privatpersonen steht es frei, ihre Kirchensteuer (otto per mille) an die katholische Kirche, andere Religionsgemeinschaften, den Staat oder soziale Zwecke abzuführen. Besondere Bedeutung für das Leben der Kirche in Italien hat die Katholische Aktion. Aus der Laienbewegung des späten 19. Jahrhunderts hervorgegangen, erhielt sie 1922 den offiziellen Status einer kirchlichen Bewegung. An den Prinzipien der Katholischen Soziallehre ausgerichtet, erreichte sie in Italien Massencharakter und ist bis ins 21. Jahrhundert von Bedeutung. Die Zahl der Menschen, die erklären, an Gott und die Lehren der katholischen Kirche zu glauben sowie die sonntägliche Messe zu besuchen, ist in Italien höher als in allen anderen Ländern Westeuropas. 30 % besuchen nach eigenen Angaben mindestens jeden Sonntag die Messe, 20 % mehrmals im Monat und weitere 30 % an Feiertagen wie Ostern oder Weihnachten. Die Zahl der tatsächlichen Messbesucher ist jedoch gemäß Stichproben um fast die Hälfte geringer. Geographische Unterschiede spielen dabei eine große Rolle, wobei die stärker säkularisierten Regionen Toskana, Emilia-Romagna und Ligurien dem besonders katholischen Süden (Sizilien, Apulien, Kampanien, Basilikata) gegenüberstehen. Unter den nach 1970 Geborenen ist die Zahl der praktizierenden Katholiken wie auch allgemein die Religiosität deutlich geringer. Soziologische Studien erwarten daher ein Schwinden des katholischen Einflusses in Italien in den nächsten Jahrzehnten.

## Kirchenfinanzierung
Neben Einnahmen aus den Entschädigungen durch die Lateranverträge, Spenden der Gläubigen sowie Gebühren und Eintrittsgeldern beruht das System der Kirchenfinanzierung seit 1984 vor allem auf der von allen Italienern zu entrichtenden Mandatssteuer. Durch den hohen Katholikenanteil an der Bevölkerung Italiens kommen große Teile dieser Steuer der Katholischen Kirche zugute.

## Organisation
Die historisch bedingte große Anzahl an Diözesen und Kirchenprovinzen führte zur organisatorischen Zusammenfassung in insgesamt 16 Kirchenregionen. In diesen Regionen sind die Kirchenprovinz Rom mit dem apostolischen Stuhl als Metropolitansitz, die Kirchenprovinz Venedig mit dem Patriarchat von Venedig als Metropolitansitz und 40 weitere Kirchenprovinzen mit je einer Erzdiözese als Metropolitansitz zusammengefasst. Den Kirchenregionen gehören neben den Metropolitansitzen 20 weitere Erzdiözesen ohne Metropolitansitz, 155 Diözesen, darunter 2 immediate italo-albanische Bistümer, 6 Territorialabteien, 2 Territorialprälaturen, das Italienische Militärordinariat und die Personalprälatur Opus Dei an.
Die Vertretung des Heiligen Stuhls beim italienischen Staat übernimmt seit dem Abschluss der Lateranverträge ein Apostolischer Nuntius. Von 1929 bis 2017 wurden ausschließlich aus Italien stammende Geistliche mit diesem Amt betraut, zuletzt Erzbischof Adriano Bernardini von November 2011 bis September 2017. Seit 12. September 2017 ist der gebürtige Schweizer Emil Paul Tscherrig Apostolischer Nuntius in Italien, seit September 2023 im Rang eines Kardinals.
Die Anzahl der italienischen Diözesen lag im Jahr 1960 noch bei 297 und wurde bis 2016 durch Zusammenlegungen auf 226 verringert. Nach wie vor existieren viele Bistümer mit deutlich unter 100.000 Gläubigen. Selbst eine Reihe von Metropolitansitzen weisen eine Katholikenzahl von deutlich weniger als 200.000 auf. Der Vatikan plant daher eine Reduzierung auf 119 Diözesen. 2018 bekräftigte der Papst diese Pläne, die bislang wenig Fortschritte machten.

## Kirchliche Strukturen in Italien

### Kirchenregion Abruzzen-Molise
- Erzbistum Campobasso-Boiano
  - Bistum Isernia-Venafro
  - Bistum Termoli-Larino
  - Bistum Trivento
- Erzbistum Chieti-Vasto
  - Erzbistum Lanciano-Ortona
- Erzbistum L’Aquila
  - Bistum Avezzano
  - Bistum Sulmona-Valva
- Erzbistum Pescara-Penne
  - Bistum Teramo-Atri

### Kirchenregion Apulien
- Erzbistum Bari-Bitonto
  - Bistum Altamura-Gravina-Acquaviva delle Fonti
  - Bistum Andria
  - Bistum Conversano-Monopoli
  - Bistum Molfetta-Ruvo-Giovinazzo-Terlizzi
  - Erzbistum Trani-Barletta-Bisceglie
- Erzbistum Foggia-Bovino
  - Bistum Cerignola-Ascoli Satriano
  - Bistum Lucera-Troia
  - Erzbistum Manfredonia-Vieste-San Giovanni Rotondo
  - Bistum San Severo
- Erzbistum Lecce
  - Erzbistum Brindisi-Ostuni
  - Bistum Nardò-Gallipoli
  - Erzbistum Otranto
  - Bistum Ugento-Santa Maria di Leuca
- Erzbistum Tarent
  - Bistum Castellaneta
  - Bistum Oria

### Kirchenregion Basilikata
- Erzbistum Potenza-Muro Lucano-Marsico Nuovo
  - Erzbistum Acerenza
  - Erzbistum Matera-Irsina
  - Bistum Melfi-Rapolla-Venosa
  - Bistum Tricarico
  - Bistum Tursi-Lagonegro

### Kirchenregion Emilia-Romagna
- Erzbistum Bologna
  - Bistum Faenza-Modigliana
  - Erzbistum Ferrara-Comacchio
  - Bistum Imola
- Erzbistum Modena-Nonantola
  - Bistum Carpi
  - Bistum Fidenza
  - Bistum Parma
  - Bistum Piacenza-Bobbio
  - Bistum Reggio Emilia-Guastalla
- Erzbistum Ravenna-Cervia
  - Bistum Cesena-Sarsina
  - Bistum Forlì-Bertinoro
  - Bistum Rimini
  - Bistum San Marino-Montefeltro

### Kirchenregion Kalabrien
- Erzbistum Catanzaro-Squillace
  - Erzbistum Crotone-Santa Severina
  - Bistum Lamezia Terme
- Erzbistum Cosenza-Bisignano
  - Bistum Cassano all’Jonio
  - Erzbistum Rossano-Cariati
  - Bistum San Marco Argentano-Scalea
- Erzbistum Reggio Calabria-Bova
  - Bistum Locri-Gerace
  - Bistum Mileto-Nicotera-Tropea
  - Bistum Oppido Mamertina-Palmi
- Immediat:
  - Eparchie Lungro

### Kirchenregion Kampanien
- Erzbistum Benevent
  - Bistum Ariano Irpino-Lacedonia
  - Bistum Avellino
  - Bistum Cerreto Sannita-Telese-Sant’Agata de’ Goti
  - Territorialabtei Montevergine
  - Erzbistum Sant’Angelo dei Lombardi-Conza-Nusco-Bisaccia
- Erzbistum Neapel
  - Bistum Acerra
  - Bistum Alife-Caiazzo
  - Bistum Aversa
  - Erzbistum Capua
  - Bistum Caserta
  - Bistum Ischia
  - Bistum Nola
  - Territorialprälatur Pompei
  - Bistum Pozzuoli
  - Bistum Sessa Aurunca
  - Erzbistum Sorrento-Castellammare di Stabia
  - Bistum Teano-Calvi
- Erzbistum Salerno-Campagna-Acerno
  - Erzbistum Amalfi-Cava de’ Tirreni
  - Territorialabtei Cava de’ Tirreni
  - Bistum Nocera Inferiore-Sarno
  - Bistum Teggiano-Policastro
  - Bistum Vallo della Lucania

### Kirchenregion Latium
- Bistum Rom
  - Bistum Albano
  - Bistum Frascati
  - Bistum Ostia
  - Bistum Palestrina
  - Bistum Porto-Santa Rufina
  - Bistum Sabina-Poggio Mirteto
  - Bistum Velletri-Segni
- Immediat:
  - Bistum Anagni-Alatri
  - Bistum Civita Castellana
  - Bistum Civitavecchia-Tarquinia
  - Bistum Frosinone-Veroli-Ferentino
  - Erzbistum Gaeta
  - Bistum Latina-Terracina-Sezze-Priverno
  - Bistum Rieti
  - Territorialabtei Santa Maria di Grottaferrata
  - Bistum Sora-Cassino-Aquino-Pontecorvo
  - Territorialabtei Subiaco
  - Bistum Tivoli
  - Bistum Viterbo

### Kirchenregion Ligurien
- Erzbistum Genua
  - Bistum Albenga-Imperia
  - Bistum Chiavari
  - Bistum La Spezia-Sarzana-Brugnato
  - Bistum Savona-Noli
  - Bistum Tortona
  - Bistum Ventimiglia-San Remo

### Kirchenregion Lombardei
- Erzbistum Mailand
  - Bistum Bergamo
  - Bistum Brescia
  - Bistum Como
  - Bistum Crema
  - Bistum Cremona
  - Bistum Lodi
  - Bistum Mantua
  - Bistum Pavia
  - Bistum Vigevano

### Kirchenregion Marken
- Erzbistum Ancona-Osimo
  - Bistum Fabriano-Matelica
  - Bistum Jesi
  - Territorialprälatur Loreto
  - Bistum Senigallia
- Erzbistum Fermo
  - Bistum Ascoli Piceno
  - Erzbistum Camerino-San Severino Marche
  - Bistum Macerata
  - Bistum San Benedetto del Tronto-Ripatransone-Montalto
- Erzbistum Pesaro
  - Bistum Fano-Fossombrone-Cagli-Pergola
  - Erzbistum Urbino-Urbania-Sant’Angelo in Vado

### Kirchenregion Piemont
- Erzbistum Turin
  - Bistum Acqui
  - Bistum Alba
  - Bistum Aosta
  - Bistum Asti
  - Bistum Cuneo-Fossano
  - Bistum Ivrea
  - Bistum Mondovì
  - Bistum Pinerolo
  - Bistum Saluzzo
  - Bistum Susa
- Erzbistum Vercelli
  - Bistum Alessandria
  - Bistum Biella
  - Bistum Casale Monferrato
  - Bistum Novara

### Kirchenregion Sardinien
- Erzbistum Cagliari
  - Bistum Iglesias
  - Bistum Lanusei
  - Bistum Nuoro
- Erzbistum Oristano
  - Bistum Ales-Terralba
- Erzbistum Sassari
  - Bistum Alghero-Bosa
  - Bistum Ozieri
  - Bistum Tempio-Ampurias

### Kirchenregion Sizilien
- Erzbistum Agrigent
  - Bistum Caltanissetta
  - Bistum Piazza Armerina
- Erzbistum Catania
  - Bistum Acireale
  - Bistum Caltagirone
- Erzbistum Messina-Lipari-Santa Lucia del Mela
  - Bistum Nicosia
  - Bistum Patti
- Erzbistum Palermo
  - Bistum Cefalù
  - Bistum Mazara del Vallo
  - Erzbistum Monreale
  - Bistum Trapani
- Erzbistum Syrakus
  - Bistum Noto
  - Bistum Ragusa
- Immediat:
  - Eparchie Piana degli Albanesi

### Kirchenregion Toskana
- Erzbistum Florenz
  - Bistum Arezzo-Cortona-Sansepolcro
  - Bistum Fiesole
  - Bistum Pistoia
  - Bistum Prato
  - Bistum San Miniato
- Erzbistum Pisa
  - Bistum Livorno
  - Bistum Massa Carrara-Pontremoli
  - Bistum Pescia
  - Bistum Volterra
- Erzbistum Siena-Colle di Val d’Elsa-Montalcino
  - Bistum Grosseto
  - Bistum Massa Marittima-Piombino
  - Bistum Montepulciano-Chiusi-Pienza
  - Bistum Pitigliano-Sovana-Orbetello
- Immediat:
  - Erzbistum Lucca
  - Territorialabtei Monte Oliveto Maggiore

### Kirchenregion Triveneto
- Erzbistum Görz
  - Bistum Triest
- Erzbistum Trient
  - Bistum Bozen-Brixen
- Erzbistum Udine
  - kein Suffraganbistum
- Patriarchat von Venedig
  - Bistum Adria-Rovigo
  - Bistum Belluno-Feltre
  - Bistum Chioggia
  - Bistum Concordia-Pordenone
  - Bistum Padua
  - Bistum Treviso
  - Bistum Verona
  - Bistum Vicenza
  - Bistum Vittorio Veneto

### Kirchenregion Umbrien
- Erzbistum Perugia-Città della Pieve
  - Bistum Assisi-Nocera Umbra-Gualdo Tadino
  - Bistum Città di Castello
  - Bistum Foligno
  - Bistum Gubbio
- Immediat:
  - Bistum Orvieto-Todi
  - Erzbistum Spoleto-Norcia
  - Bistum Terni-Narni-Amelia

## Gerichtsbarkeit
Für Ehenichtigkeitssachen wurden 1938 entsprechend den damaligen Kirchenregionen 18 regionale Kirchengerichte eingerichtet, 9 davon auch mit zweitinstanzlicher Zuständigkeit. Mittlerweile bestehen in den 16 italienischen Kirchenregionen knapp 50 Gerichte für Ehesachen, darunter 24 interdiözesane Gerichte.